# П'єтро делла Валле
П'єтро делла Валле  (2 квітня 1586, Рим — 21 квітня 1652 рр.) — італійський мандрівник по Азії часів епохи Відродження. Його подорожі включали в себе мандрівки по Святій Землі, Близькому Сходу, Північній Африці та Індії.

## Біографія
П'єтро Делла Валле народився в Римі 2 квітня 1586 року в багатій і знатній родині. Його молодість пройшла в захопленні літературою і зброєю. Він був освіченою людиною, яка знала латинську та грецьку мови, античну міфологію та Біблію. Він також був членом Римської академії Уморісті і придбав репутацію як віршотворець й ритор. Коли П'єтро розчаровався в коханні і почав думати про самогубство, Маріо Сціпано, професор медицини в Неаполі, запропонував йому ідею подорожі на Схід.
Перед від'їздом з Неаполя П'єтро прийняв обітницю здійснити паломництво в Святу Землю. Він покинув Венецію на човні 8 червня 1614 року і досяг Константинополя, де залишався протягом більше року та отримав добрі знання турецької й арабської мови. 25 вересня 1615 року він відправився в Александрію. Оскільки він був дворянином, П'єтро відправився зі свитою з дев'яти осіб, і мав ряд переваг у зв'язку з його рангом. З Александрії він відправився в Каїр, а після відвідин Синайських гір залишив Каїр і рушив в Святу Землю. Він прибув туди 8 березня 1616 року, щоб взяти участь у святкуванні Великодня в Єрусалимі.
Після відвідин святих місць П'єтро попрямував з Дамаска в Алеппо. Побачивши портрет красивої несторіанської християнки Сітті Маані Гіоріди (змішаного сирійсько-вірменського походження), він відправився в Багдад і одружився з нею через місяць. Перебуваючи на Близькому Сході, він залишив один з перших сучасних записів про місцезнаходження стародавнього Вавилона і «чудові описи» цього місця. Він також привіз до Європи цеглини з письменами із Ніневії і Ура — одні з перших прикладів клинопису, що стали доступними для тогочасних європейців. У той час Багдад був у стані війни з Туреччиною, тому він був змушений покинути місто 4 січня 1617 року. В супроводі дружини Маан він попрямував з Хамадана в Ісфахан. Після цього він відвідав Персію. Перші предки сучасної перської кішки були вивезені з Персії до Італії в 1626 році П'єтро Делла Валле. Влітку 1618 року він приєднався до шаха Аббасу в його кампанії у Північній Персії. Тут він був добре прийнятий при дворі і розглядався як гість шаха.
Після повернення в Ісфахан він почав думати про повернення додому через Індію, щоб знову не наражати себе на небезпеку в Туреччині. Тим не менше, стан його здоров'я і війна між Персією і португальцями в Ормузі породили проблеми. У жовтні 1621 року він залишив Ісфахан, відвідав Персеполь і Шираз та попрямував до узбережжя. Однак він був змушений залишатися там до січня 1623, поки не знайшов місце на англійському кораблі Whale до Сурата, капітаном на якому був Ніколас Вудкок.
Він жив в Індії до листопада 1624 року, його місцем розташування були міста Сурат і Гоа. В Індії П'єтро Делла Валле був представлений королю Векатаппе Наяка з Келаді, Південна Індія, та Віталію Шено, губернатору цих територій. Його записки про свою подорож є одним з найважливіших джерел з історії регіону.
Він побував в Маскаті у січні 1625 року, і попрямував до Басри в березні. У травні він почав шлях через пустелю в Алеппо, потім сів на французький корабель у Александретті. Він досяг Кіпру і, нарешті, Рима 28 березня 1626 року. Там його зустріли з багатьма почестями — не тільки в літературних колах, а й папа Урбан VIII, який призначив його «начальником спальні». Подальше його життя було спокійним: він одружився зі своєю другою дружиною, Маріуччією (Тінатін де Зіба), грузинською сиротою з благородної кахетинської сім'ї. Дитиною Маріуччію удочерила перша дружина П'єтро Маан. Після смерті Маані, П'єтро продовжив подорож з Маріуччією. Від шлюбу з Маріуччією у П'єтро народилося чотирнадцять дітей. П'єтро делла Валле помер у Римі 21 квітня 1652 і був похований в родинній усипальниці у Санта-Марія-Арачелі поруч з могилою першої дружини Маані.